# کشتی فرنگی

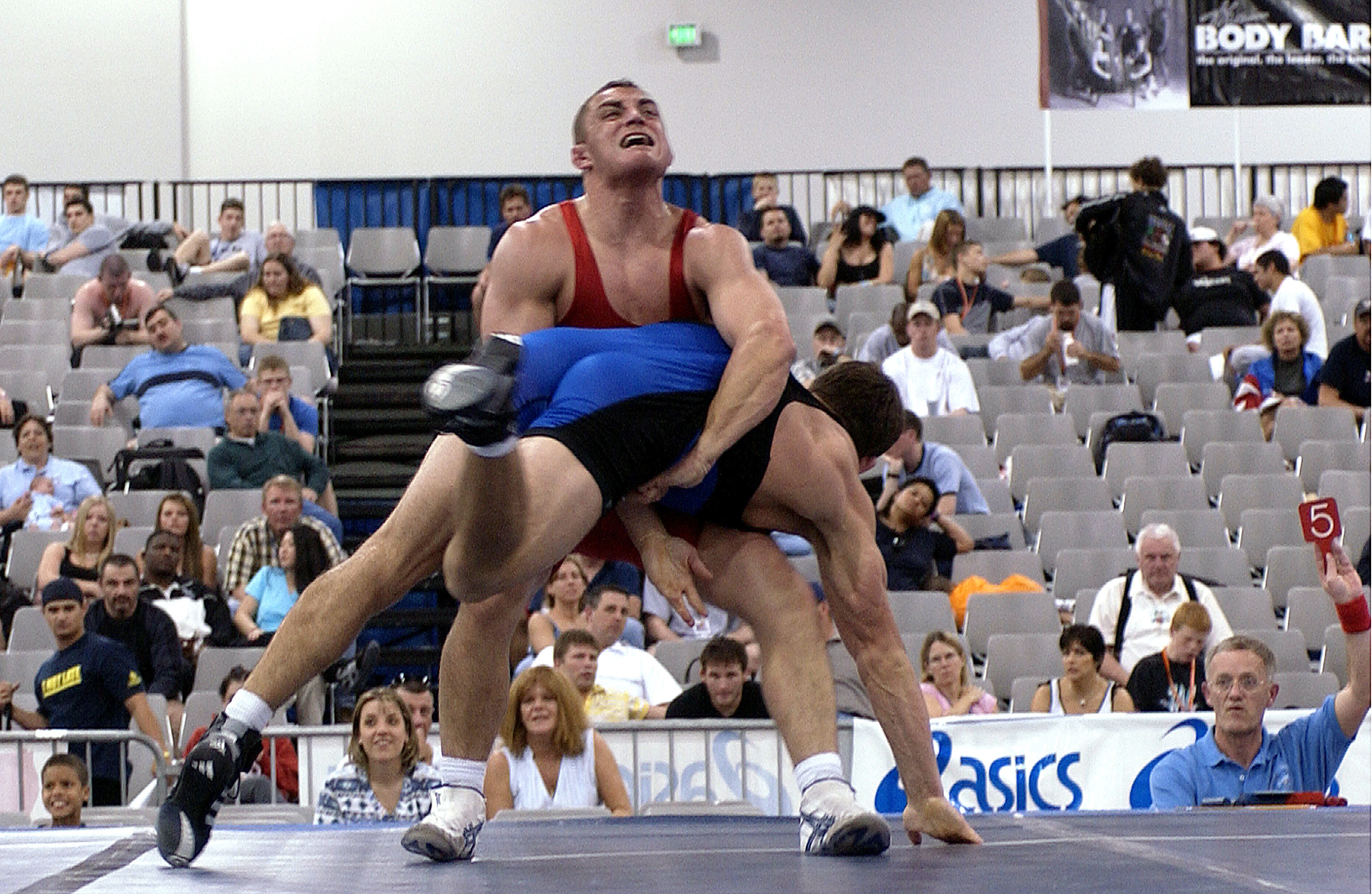
اجرای فن چهار امتیازی کنده فرنگی در قهرمانی کشتی فرنگی آمریکا ۲۰۰۴

کشتی فرنگی یکی از سبک‌های ورزش کشتی است که در سدهٔ ۱۹ میلادی در فرانسه ابداع شد و هرچند نام گِرِکو-رومن"Greco-Roman (یونانی-رومی) برای آن برگزیده شد، اما پیش از قرن نوزدهم تمرین نمی‌شد، چراکه کشتی یونانی‌ها و رومی‌های قدیم بیشتر به کشتی آزاد شباهت داشت.
در کشتی فرنگی استفاده از پا برای به زمین زدن حریف و گرفتن پائین کمر ممنوع است. امتیاز ضربه فنی در آن ۸ امتیاز است و بقیه مقررات آن مشابه کشتی آزاد دیگر سبک المپیکی کشتی است. این رشته در تمام ادوار المپیک به جز المپیک ۱۹۰۰ پاریس و المپیک ۱۹۰۴ لس آنجلس برگزار شده‌است. کشتی فرنگی در المپیک فقط در بخش مردان برگزار می‌شود.

## مقررات

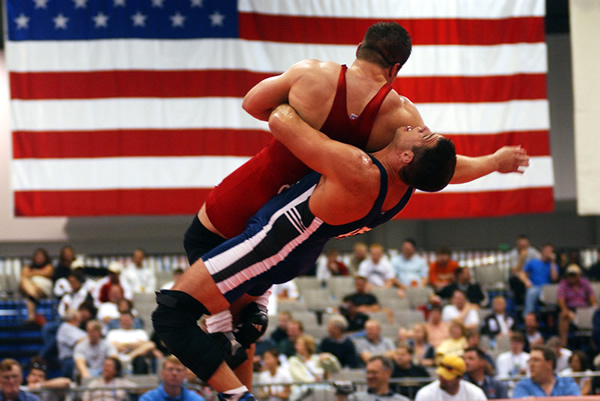
اجرای فن سالتو در یک رقابت کشتی فرنگی

- بر اساس مقررات بین‌المللی هرگونه گرفتن، ضربه زدن و پرتاب کردن ملایم حریف مجاز است. اما هر نوع گرفتنی که حیات یا سلامتی اعضای حریف را به خطر بیندازد مانند گرفتن گلو ممنوع است. همچنین استفاده از لگد، مشت، کله زدن و گرفتن دوبنده ممنوع است. جدیدترین مقررات کشتی ((UWW))که از سال ۲۰۱۳ به اجرا در می‌آید این‌گونه است:
- کشتی در دو زمان ۳ دقیقه‌ای برگزار می‌شود.
- شمارش امتیازات به صورت مجموع هر دو زمان خواهد بود.
- خاک کردن ۲ امتیاز دارد. بیرون رفتن حریف از تشک و پوئن اخطار تنها یک امتیاز خواهد داشت.
- در کشتی فرنگی وقتی امتیاز فنی یک کشتی گیر در هر زمان یا در مجموع به اختلاف ۸ برسد، کشتی بلافاصله قطع و برنده اعلام خواهد شد.
- برخورد شانه‌ها با تشک، ضربه فنی محسوب می‌شود.
- در کشتی فرنگی شرایط اخطار متفاوت از کشتی آزاد است. اولین تذکر به صورت هشدار است و به حریف اجازه انتخاب می‌دهد که کشتی را در خاک ادامه دهد یا در سرپا. دومین هشدار به کشتی گیر کم‌کار این فرصت را به حریفش می‌دهد که کشتی را در خاک ادامه دهد یا در سرپا و یک امتیاز برای حریف در پی خواهد داشت. اگر کشتی‌گیری سه اخطاره شود، مسابقه قطع می‌شود و حریفش با امتیاز ضربه فنی برنده می‌شود.
- مسابقات می‌بایست روی تشک کشتی که حداقل ۱۰ متر قطر دارد برگزار شود.
- قوانین کشتی فرنگی و کشتی آزاد توسط اتحادیه جهانی کشتی یا UWW تصویب می‌شود که یکی از مدرن‌ترین و پیشرفته‌ترین فدراسیون‌های ورزشی در جهان است و سخت‌ترین قوانین را برای ورزش رزمی کشتی تصویب می‌کند.

## وزن‌ها
دسته‌های وزنی کشتی فرنگی هم مثل کشتی آزاد تاکنون بارها تغییر کرده است و تاکنون چندین بار تغییر کرده است. از سال ۲۰۰۲ تا سال ۲۰۱۳ رقابت‌های کشتی فرنگی [و آزاد] در رده سنی بزرگسالان در هفت وزن ۵۵ کیلوگرم ، ۵۹ کیلوگرم ، ۶۳ کیلوگرم، ۷۱ کیلوگرم ، ۷۹ کیلوگرم ، ۸۲ کیلوگرم ، ۹۷ کیلوگرم و ۱۳۰ کیلوگرم برگزار می‌شود.
در سال ۲۰۱۳ دسته‌بندی وزنی متفاوتی برای کشتی آزاد و فرنگی شامل ۶ وزن المپیکی و ۲ وزن غیر المپیکی در نظر گرفته شد.
پس از مسابقات جهانی ۲۰۱۷، همراه با تغییرات بزرگ وزن کشی، تعداد اوزان کشتی آزاد و فرنگی به ده وزن افزایش یافت که ۶ وزن المپیکی و ۴ وزن غیر المپیکی فرنگی را در ادامه مشاهده می‌کنید:
- ۵۵ کیلو (غیر المپیکی)
- ۶۰ کیلو
- ۶۳ کیلو (غیر المپیکی)
- ۶۷ کیلو
- ۷۲ کیلو (غیر المپیکی)
- ۷۷ کیلو
- ۸۲ کیلو (غیر المپیکی)
- ۸۷ کیلو
- ۹۷ کیلو
- ۱۳۰ کیلو

مسابقات کشتی فرنگی در ردهٔ نونهالان (۱۴ و ۱۵ سال) در ده وزن از ۲۹ تا ۸۵ کیلوگرم بودند که دیگر برگزاری این مسابقات به دلیل سن کم کشتی گیرها و جلوگیری از وزن کم کردن ممنوع شده است . ردهٔ نوجوانان (۱۶ و ۱۷ سال) در ده وزن از ۳۹ تا ۱۰۰ کیلوگرم و رده جوانان (۱۸ تا ۲۰ سال) در ۸ وزن از ۴۶ تا ۱۲۰ کیلوگرم برگزار می‌شود.

## قهرمانی کشتی فرنگی مردان جهان
رقابت‌های قهرمانی کشتی فرنگی مردان جهان از سال ۱۹۰۴ و در چارچوب مسابقات قهرمانی کشتی جهان و در کنار دو بخش قهرمانی کشتی آزاد مردان جهان (از سال ۱۹۵۱) و قهرمانی کشتی آزاد زنان جهان (از سال ۱۹۸۷) برگزار می‌گردد. اتحادیه جهانی کشتی برگزاری این مسابقات را به عهده دارد و فدراسیون کشتی آزاد و کشتی فرنگی است.